# Athripsodes taounate
Athripsodes taounate là một loài Trichoptera trong họ Leptoceridae. Chúng phân bố ở miền Cổ bắc.